# Roche du Chardonnet
La roche du Chardonnet est un sommet des Alpes situé dans le massif des Cerces. C'est le point triple où se rencontrent les bassins de la Durance, de l'Isère et du Pô.

## Géographie
Culminant à 2 950 mètres d'altitude, la montagne est un nœud orographique d'où partent trois arêtes. L'arête sud, qui appartient à la ligne de partage des eaux entre la vallée Étroite et celle de la Clarée, mène au col des Muandes et, après le rocher de la Grande Tempête, aboutit au col de l'Échelle. L'arête ouest, qui sépare la Clarée de la Maurienne, se prolonge vers le col de la Plagnette et le col des Rochilles, puis vers la pointe des Cerces. L'arête nord-est enfin descend au col de Valmeinier et se prolonge en direction du mont Thabor.
Administrativement, la roche du Chardonnet est partagée entre les communes de Névache (Hautes-Alpes) et de Valmeinier (Savoie).
Elle constitue le point le plus occidental de la région géographique italienne[réf. nécessaire].

## Histoire
Jusqu'en 1947 la montagne se trouvait sur la frontière franco-italienne, dont elle était le point le plus occidental. Elle est ensuite devenue entièrement française par le traité de Paris, en même temps que la limite occidentale de la République italienne est devenue la roche Bernaude.

## Ascension
C'est un sommet facile d'accès en randonnée pédestre depuis le col des Muandes (2 828 mètres), qui est accessible à partir du refuge des Drayères (vallée de la Clarée) ou depuis la vallée Étroite (refuges Terzo Alpini et Re Magi).
L'ascension en ski de montagne depuis le refuge des Drayères est considérée d'un niveau F (« skieur moyen »).
Le sommet de la roche du Chardonnet est propice à l'observation des Alpes du Dauphiné, des Alpes cottiennes, du massif du Mont-Cenis et d'une partie du massif de la Vanoise.

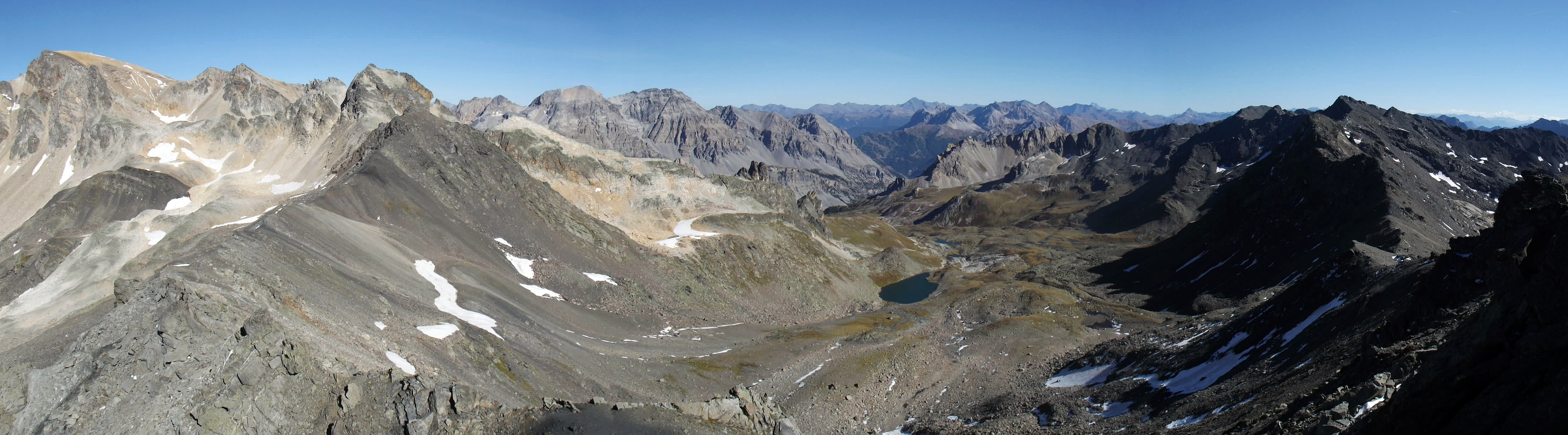
Panorama vers la vallée Étroite

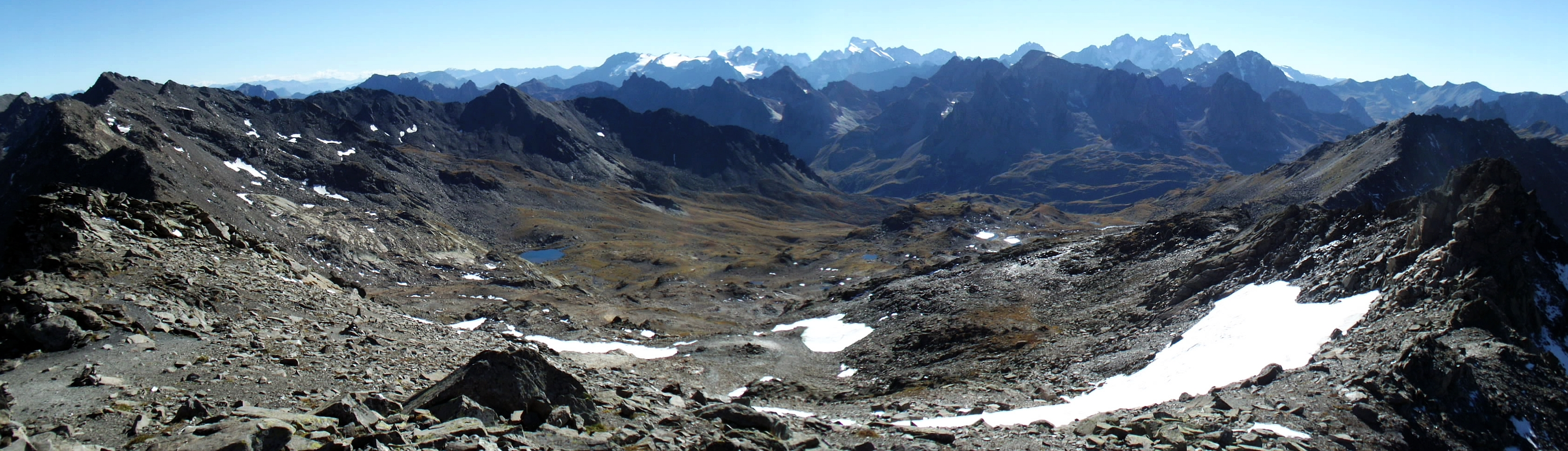
Panorama vers la vallée de la Clarée

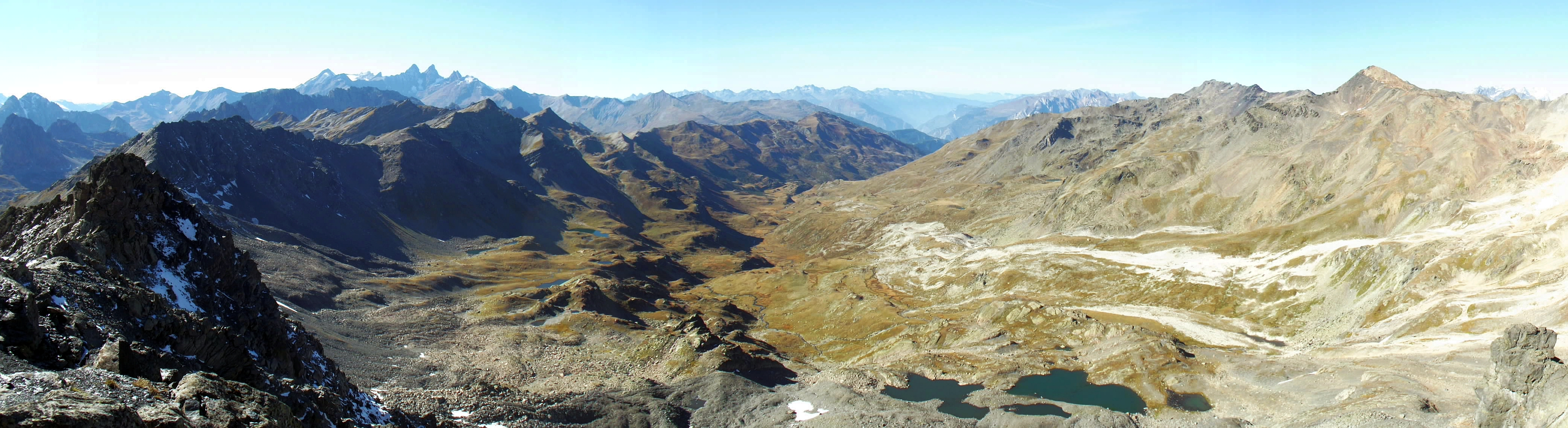
Panorama vers la Maurienne

### Cartographie
- (it) Istituto Geografico Centrale, Carta dei sentieri échelle 1:50 000 n.1 Valli di Susa Chisone e Germanasca, et échelle 1:25 000 n. 104 Bardonecchia Monte Thabor Sauze d'Oulx